# Ель-Дур (Сирія)
Ель-Дур (англ. al-Dur), араб. الدور) — поселення в Сирії, що складає невеличку друзьку общину в нохії Ель-Мазраа, яка входить до складу однойменної мінтаки Ес-Сувейда в південній сирійській мухафазі Ес-Сувейда.